# Belfort & Lupin
 (février 2025).
La mise en forme du texte ne suit pas les recommandations de Wikipédia : il faut le « wikifier ».
Les points d'amélioration suivants sont les cas les plus fréquents. Le détail des points à revoir est peut-être précisé sur la page de discussion.
- Les titres sont pré-formatés par le logiciel. Ils ne sont ni en capitales, ni en gras.
- Le texte ne doit pas être écrit en capitales (les noms de famille non plus), ni en gras, ni en italique, ni en « petit »…
- Le gras n'est utilisé que pour surligner le titre de l'article dans l'introduction, une seule fois.
- L'italique est rarement utilisé : mots en langue étrangère, titres d'œuvres, noms de bateaux, etc.
- Les citations ne sont pas en italique mais en corps de texte normal. Elles sont entourées par des guillemets français : « et ».
- Les listes à puces sont à éviter, des paragraphes rédigés étant largement préférés. Les tableaux sont à réserver à la présentation de données structurées (résultats, etc.).
- Les appels de note de bas de page (petits chiffres en exposant, introduits par l'outil «  Source ») sont à placer entre la fin de phrase et le point final[comme ça].
- Les liens internes (vers d'autres articles de Wikipédia) sont à choisir avec parcimonie. Créez des liens vers des articles approfondissant le sujet. Les termes génériques sans rapport avec le sujet sont à éviter, ainsi que les répétitions de liens vers un même terme.
- Les liens externes sont à placer uniquement dans une section « Liens externes », à la fin de l'article. Ces liens sont à choisir avec parcimonie suivant les règles définies. Si un lien sert de source à l'article, son insertion dans le texte est à faire par les notes de bas de page.
- La présentation des références doit suivre les conventions bibliographiques. Il est recommandé d'utiliser les modèles {{Ouvrage}}, {{Chapitre}}, {{Article}}, {{Lien web}} et/ou {{Bibliographie}}. Le mode d'édition visuel peut mettre en forme automatiquement les références.
- Insérer une infobox (cadre d'informations à droite) n'est pas obligatoire pour parachever la mise en page.

Pour une aide détaillée, merci de consulter Aide:Wikification.
Si vous pensez que ces points ont été résolus, vous pouvez retirer ce bandeau et améliorer la mise en forme d'un autre article.
Belfort & Lupin est une série d'animation française créée par T. J. Stehly. Diffusée depuis le 7 février 2025 sur France 4 et la plateforme Okoo, elle se déroule dans le cadre somptueux du château de Versailles sous le règne de Louis XIV. La série suit les aventures de deux personnages principaux : Belfort, un épagneul raffiné et Lupin, un loup intrépide. Ensemble, ils forment un duo improbable.

## Synopsis
La série se déroule au XVIIe siècle dans le cadre majestueux du château de Versailles. Elle met en scène Belfort, un épagneul intelligent, loyal et élégant, chien favori du Roi Soleil (Louis XIV). Et Lupin, un loup sauvage mais généreux, vivant dans les jardins du château.
Ensemble, ils résolvent des mystères impliquant les animaux du domaine royal tout en naviguant entre intrigues de cour et aventures humoristiques.
Chaque épisode propose une intrigue indépendante tout en développant une trame narrative globale autour des relations entre les personnages et des secrets cachés dans les jardins de Versailles.

## Personnages

### Belfort
Belfort est le chien favori du roi Louis XIV, et aussi le meilleur ami de Lupin. Loyal, cultivé, astucieux et attaché à la cour royale, Belfort a en horreur les interminables rituels dictés par l’Étiquette de Versailles. Il lui arrive souvent d'échapper à la vigilance de Bazire pour éviter ses heures de toilettage. Belfort a cependant peur de tout et son flair ne fonctionne pas. Durant ses journées, Belfort passe des moments agréables avec Lupin et est même parfois chargé d'enquêter sur des événements étranges survenant au château.
- Espèce : Épagneul français

### Lupin
Habitant des jardins de Versailles. Courageux, rusé et doté d'un grand cœur, Lupin n’est pas un loup comme les autres, puisque il n’a pas grandi dans une meute de loups, ce qui signifie qu’il n’a jamais connu sa famille. Il aide son ami Belfort à résoudre des mystères tout en restant discret vis-à-vis des humains, mais il n'est guère apprécié par les sœurs et la mère de Belfort à cause de son statut social. Sa truffe est dotée d’un sens de l’odorat hors du commun. Cependant, il est allergique au mot « Lune » et ne peut pas s’empêcher de hurler à la pleine lune. Lupin trouve les humains vraiment bizarres sur leur façon de vivre à Versailles, et se trouve incapable de marcher correctement dans le château à cause du parquet glissant.
- Espèce : Loup gris

### Ariane
Animal de compagnie de l’architecte royal Vauban. Élégante et mystérieuse, Ariane est une magnifique chatte siamoise, à la démarche gracieuse. Malgré ses airs supérieurs de chat intelligent, c’est un personnage sympathique qui vient régulièrement en aide à Belfort et Lupin dans leurs enquêtes. Ariane est originaire du royaume du Siam.
- Espèce : Chat siamois

### Diane
La mère de Belfort, Tane et Ponne. Calme et bienveillante mais également autoritaire, Diane aime l’ordre : avec elle, les règles de l’étiquette et les ordres donnés par les humains doivent être suivis à la lettre. Elle est la chienne alpha, la meneuse. Diane peut être dur envers son fils Belfort, non seulement pour lui apprendre à rester un chien royal, mais surtout elle ne voit pas l’amitié de Belfort et Lupin d’un très bon œil. Pour elle, Lupin est un loup sauvage et voyou qui a une très mauvaise influence sur son fils.
- Espèce : Épagneul français

### Tane et Ponne
Les deux sœurs de Belfort. Cruelles, Tane et Ponne se moquent continuellement des piètres qualités de chien de chasse de leur frère, ou de ses mauvaises fréquentations. Malgré leur méchanceté, elles tiennent à Belfort quand ce dernier est en danger et quand il est triste.
- Espèce : Épagneul français

### Madame Rosa
Offerte à Louis XIV par le roi du Portugal, cette gracieuse éléphante à l’aura mystique et qui porte un couvre-chef rappelant les tenues des bohémiennes (telle que la danseuse Esmeralda dans le Bossu de Notre-Dame) ou la mode de l'orientalisme vit dans la grande Ménagerie Royale du château. Madame Rosa parle le français avec un fort accent portugais et critique volontiers la cour de France en la comparant à son pays d'origine. Madame Rosa est toujours flanquée de deux autruches, Madame du Bec et Madame de Buc, qui sont ses groupies et toujours d’accord avec le moindre de ses propos.
- Espèce : Éléphant d'Afrique

### Bazire
Bazire est le valet des chiens royaux, chargé d'être aux petits soins des animaux de Sa Majesté. Rabat-joie de service, Bazire représente l’Etiquette et le Protocole, et poursuit inlassablement Belfort où qu’il aille.

### Louis XIV
Surnommé « Le Roi-Soleil », Louis XIV est le monarque régnant sur la France. Bien qu'il ne soit pas directement impliqué dans les intrigues animales (dont il est ignorant), il est une figure centrale dans l'univers de la série et semble attentionné et généreux envers les animaux, surtout envers Belfort. Il attend de ses animaux et de sa cour un comportement irréprochable, basé sur l'Étiquette et le respect de sa personne royale.

## Épisodes

### Saison 1
| #  | Titre                      | Résumé |
| -- | -------------------------- | --- |
| 1  | La Maison Perruque         | Monsieur Binet, perruquier royal, perd la perruque favorite de la Reine. Gazette, la souris, est bouleversée car cette perruque est sa maison. Belfort et Lupin mènent l’enquête. |
| 2  | Le Crime d’Ariane          | Le perroquet royal disparaît, et Ariane est accusée à tort de l’avoir mangé ! Belfort et Lupin doivent prouver son innocence. |
| 3  | Panne de Fontaines         | Les fontaines tombent en panne avant un ballet aquatique. Belfort et Lupin enquêtent pour résoudre ce problème hydraulique. |
| 4  | Chien d’élite              | Belfort doit réussir une épreuve devant le Roi, mais sa truffe ne fonctionne plus. Lupin l’aide à retrouver son flair. |
| 5  | Le Labyrinthe              | Les sœurs de Belfort se perdent dans le labyrinthe légendaire où les animaux sont transformés en statues. Belfort et Lupin doivent les sauver avant la nuit. |
| 6  | Le Récital Royal           | Un lion blessé exige que Belfort et Lupin l’aident à assister à un récital royal malgré son torticolis. |
| 7  | SOS Cygnes en Détresse     | Belfort et Lupin doivent sauver l’œuf des cygnes du cuisinier, dont il a besoin : il n’y a plus un seul œuf pour le repas du roi à l’occasion des fêtes de Pâques. |
| 8  | Les Petits Pois du Roi     | Madame Rosa est accusée d’avoir mangé tous les petits pois du potager, qui été étaient destinés au dîner du roi. Belfort et Lupin mène l’enquête pour innocenter madame Rosa afin de retrouver le coupable. |
| 9  | Tableau de Famille         | Le roi a commandé un tableau de Diane et Belfort. Mais Tane et Ponne veulent empêcher Belfort de figurer sur le tableau par tous les moyens. |
| 10 | Les Jardins de Versailles  | Les jardins de Versailles sont menacés par trois taupes. Belfort et Lupin demandent aux taupes de vivre ailleurs afin d’éviter les pièges des jardiniers. |
| 11 | Déboussolé                 | Belfort et Lupin essayent d'aider Chico, un flamant rose, à retrouver le chemin de l’Afrique. |
| 12 | Tic tac pour Lupin         | Lupin se retrouve enfermé dans le cabinet à l'horloge. Belfort doit libérer son ami, mais face à son emploi du temps, c’est compliqué pour le chien royal ! |
| 13 | Désaccord majeur           | Monsieur Lully et ses musiciens sont en pleine répétition quand Ariane, perdant soudain tout contrôle, se jette sur le coussin où était assise Gazette. Belfort et Lupin vont chercher la raison de ce comportement afin de réconcilier Ariane et Gazette. |
| 14 | Du rififi à la ménagerie   | Le changement d'enclos du lama Serge crée un véritable tsunami à la Ménagerie car Madame Rosa ne supporte pas son nouveau voisin. |
| 15 | Un royal mal de chien      | En ayant mangé des restes du dîner du roi, Tane, Ponne et Diane se retrouvent soudain nauséeuses. Belfort sollicite aussitôt Lupin. |
| 16 | Le carrousel de Bucephale  | Bucéphale, le cheval du roi souffre d'un mal de jambe que personne ne semble pouvoir soigner. Belfort et Lupin vont tout faire pour lui permettre de guérir, avant le spectacle équestre qui se prépare aux Grandes Écuries de Versailles. |
| 17 | La glacière                | Alors qu'un soleil de plomb s'est abattu sur Versailles, Belfort et Lupin découvrent qu'une jeune marmotte nommée Joran est arrivée par erreur avec un chargement de glace fraîche, commandé par le Roi. Ils doivent l'aider à rentrer auprès des siens dans les montagnes. |
| 18 | Le billard du roi          | Par accident, Ariane a lacéré le tapis de billard du roi. Belfort et Lupin vont l'aider à cacher cette affreuse bêtise avant le début de la soirée jeu, mais ce n’est pas gagné d’avance ! |
| 19 | Les 100 ans de Madame Rosa | Alors que le château de Versailles est vide, Belfort et Lupin vont organiser la fête des 100 ans de Madame Rosa mais un orage se prépare. |
| 20 | Autruches en cavale        | Alors que le chapelier du Roi prévoit de concevoir un nouveau chapeau orné de plumes d'autruches, Madame Du Bec et Madame De Buc paniquent. |
| 21 | Fou d'Artifice             | Ce soir aura lieu dans le parc du château un feu d’artifice en l’honneur du roi. Mais Artus et Marcus ont été séparés après une explosion de feu d’artifice. Sonné par la détonation, Marcus chute, tandis qu’Artus devient complètement amnésique. Belfort et Lupin vont tout faire pour réunir les deux amis.                                                                                                 |
| 22 | La Puce à l'Oreille        | Belfort constate que sa mère a un comportement vraiment étrange. Diane a attrapé des puces. La chienne royale est très honteuse de cette situation. Belfort et Lupin vont tout faire, dans le plus grand secret, pour aider Diane à se débarrasser de ces petits parasites et à retrouver sa dignité. |
| 23 | La Visite de Sita          | Les Ambassadeurs du Siam sont en visite à Versailles, accompagnés d’une jeune panthère noire nommée Sita. Celle-ci est chargée d’une mission diplomatique importante: elle doit délivrer un message à Ariane, la chatte siamoise. Belfort va l’aider à accomplir sa mission, mais les choses se compliquent car Ariane est introuvable et Lupin va prendre très mal de voir Belfort se lier d’amitié avec Sita. |
| 24 | L'Autre Belfort            | La troupe de Molière est à Versailles pour donner une représentation. Parmi eux se trouvent Poc, un chien qui ressemble à Belfort comme deux gouttes d’eau. Pour une journée, les deux chiens décident d’échanger leurs rôles… Mais bientôt, Poc refuse de rendre son collier royal à Belfort, il est bien décidé à prendre sa place pour toujours.                                                             |
| 25 | L'Art et la Crinière       | Richard de Rastignasse, le magnifique lion de la Ménagerie, fait sensation auprès de son entourage, à tel point que de nombreux animaux l’imitent dans ses moindres faits et gestes. Et quand il se moque de Madame Rosa, l’éléphante qui n’a ni magnifiques plumes, ni belle crinière, celle-ci devient la risée de la Ménagerie. Belfort et Lupin compatissent et décident de l'aider.                        |
| 26 | Le Grand Méchant Loup      | Un loup inconnu s’est perdu dans les bosquets de Versailles. La Garde est à ses trousses ! Belfort, d’abord réticent et effrayé, est convaincu par Lupin qu’il faut aider ce loup à regagner la forêt. Pour la première fois, Lupin rencontre un animal de son espèce. |

## Production
Belfort & Lupin est produite par Ellipse Animation et Belvision Studios, en collaboration avec France Télévisions. La série bénéficie également du soutien du château de Versailles pour ses décors fidèles à l'époque.

## Équipe créative
- Créateur, showrunner : T. J. Stehly
- Réalisation : Philippe Vidal
- Direction d'écriture : Florence Marchal
- Direction artistique : Justine Cunha
- Production artistique : Audrey Serre
- Production exécutif : Caroline Duvochel, Caroline Audebert et Raphaële Ingberg
- Scénaristes : T. J. Stehly, Catherine Bilimoff, Anne Ducruet, Fabienne Gambrelle, Baptiste Grofilley, Cyril Deydier, Hadrien Krasker, Mathieu Bouckenhove, Sébastien Oursel, Guillaume Mautalent.
- Compositeur de la musique : Thibault Kientz-Agyeman

## Distribution
- Alexandre Nguyen : Belfort
- Hugo Brunswick : Lupin
- Barbara Tissier : Ariane
- Emmanuel Rausenberger : Bontemps
- Antoine Schoumsky : Bazire
- Nathalie Homs : Diane
- Magali Rosenzweig : Madame Rosa
- Guillaume Beaujolais : Louis XIV

## Diffusion
Belfort & Lupin est diffusée :
- Sur France 4 : du lundi au vendredi à 17h50.
- Sur la plateforme Okoo de France Télévisions.
La série a également été vendue à plusieurs diffuseurs internationaux :
- SWR (Allemagne)  
- VRT et RTBF (Belgique)  
- RTS (Suisse)  
- MTVA (Hongrie)  
- YLE (Finlande)  
- RTVS (Slovaquie)  
- Ceska Televize (République tchèque)  
- Radio-Canada et TV5Monde (Canada)

## Bandes dessinées
Des albums d'histoires inédites sur les aventures de Belfort & Lupin seront publiés par les éditions Dupuis à partir du printemps 2025. La première bande dessinée de Belfort & Lupin est publiée le 16 mai 2025 dans la collection Dupuis "Tous Publics". Scénarisée par T. J. Stehly et illustrée par Lesdeuxpareilles, cette bande dessinée s’intitule Belfort & Lupin - SOS Carpe Diem. Un projet de série audio est même en discussion.